# Droit de sécurité
Lire en ligne

Lire sur Légifrance

Le droit de sécurité est une taxe française créée en 2006 pour financer l'Établissement public de sécurité ferroviaire (EPSF).

## Historique
La directive 2004/49/CE sur la sécurité ferroviaire instaure la création d'un établissement public de sécurité ferroviaire (EPSF). La loi n°2006-10 du 5 janvier 2006 transpose en droit français cette obligation en dotant l'EPSF de ressources propres dont une partie relève du droit de sécurité. La taxe est codifiée à l'article L2221-6 du code des transports.
En 2014, l'Inspection générale des finances liste le droit de sécurité dans les 192 taxes à faible rendement. La mission préconise de la fusionner avec le droit dû par les entreprises ferroviaires.
Le projet de loi de finances pour 2020 prévoit la suppression de dix-huit taxes à faible rendement, dont le droit de sécurité. La suppression de la taxe interviendra en 2021 et sera remplacée par une dotation budgétaire de l'État.

## Caractéristiques

### Redevables
Ce droit est dû par toute entreprise ferroviaire utilisant le réseau ferré national et les autres réseaux similaires (voir la liste des lignes de chemin de fer de France). Cette taxe représente un faible pourcentage du montant des péages versés à SNCF Réseau par les entreprises ferroviaires.

### Rendement
Le produit du droit de sécurité est de 16,8 millions d'euros en 2012, ce qui représente la plus grande partie du budget de l'EPSF (93,65%). Le droit est payé par 29 redevables qui versent en moyenne 579 310 euros.
| 2006 | 2007 | 2008 | 2009 | 2010 | 2011 | 2012 | 2013 | 2014 | 2015 | 2016 | 2017 | 2018 | 2019 | 2020 |
| ---- | ---- | ---- | ---- | ---- | ---- | ---- | ---- | ---- | ---- | ---- | ---- | ---- | ---- | ---- |
| 12   | 13   | 13   | 14   | 14   | 16,8 | 16,8 | 18   | 16,6 | 19   | 19   | 17,5 | 18,4 | 17,5 | 17,5 |